# Pola (fútbol sala)
Adrián Alonso Pereira, más conocido como Pola, (Vigo, 26 de junio de 1988) es un jugador de fútbol sala español que juega de ala-cierre en el Noia Portus Apostoli y en la Selección de fútbol sala de España, con la que ganó la Eurocopa de fútbol sala de 2016.
Con el Inter Movistar ha ganado todos los títulos nacionales posibles: la LNFS, la Copa de España de fútbol sala, la Copa del Rey de fútbol sala y la Supercopa de España de Fútbol Sala. Habiendo ganado este último y la Copa de España también en el Santiago Futsal.

## Palmarés

### Santiago Futsal
- Copa de España de fútbol sala (1): 2006
- Supercopa de España de Fútbol Sala (1): 2010

### Inter Movistar
- Liga Nacional de Fútbol Sala (6): 2014, 2015, 2016, 2017, 2018, 2019
- Copa del Rey de fútbol sala (2): 2015, 2021
- Copa de España de Fútbol Sala (5): 2005, 2014, 2016, 2017, 2021
- Supercopa de España de Fútbol Sala (3): 2015, 2017, 2018, 2021
- Copa de la UEFA de Fútbol Sala (2): 2017, 2018

### Selección Española
- Eurocopa de fútbol sala (1): 2016

## Clubes
- FS Redondela (2004-2005)
- Lobelle Santiago (2005-2006)
- FS Nazareno (2006-2007)
- Lobelle Santiago (2007-2011)
- Inter Movistar (2011-2021)
- SC Braga/AAUM (2021-2022)
- A.S.D. Sandro Abate Five Soccer (2022-2023)
- Inter Movistar (2023-2023)
- Noia Portus Apostoli (2023-)